# لیگ ملی فوتبال زنان
لیگ ملی فوتبال زنان (به انگلیسی: National Women's Soccer League) معروف به ان دابلیو اس ال، مجموعه‌ای از مسابقات فوتبال باشگاهی فصلی است که توسط کونکاکاف تشکیل شده و هر ساله با ۹ باشگاه فوتبال در ایالات متحده آمریکا برگزار می‌شود.

## تیم‌های فعلی
| تیم‌های لیگ حرفه‌ای فوتبال زنان آمریکا | تیم‌های لیگ حرفه‌ای فوتبال زنان آمریکا | تیم‌های لیگ حرفه‌ای فوتبال زنان آمریکا | تیم‌های لیگ حرفه‌ای فوتبال زنان آمریکا | تیم‌های لیگ حرفه‌ای فوتبال زنان آمریکا |
| تیم                                  | ورزشگاه                              | ایالت                                | بنیان‌گذاری                           | سال پیوستن به لیگ                    |
| ------------------------------------ | ------------------------------------ | ------------------------------------ | ------------------------------------ | ------------------------------------ |
| سیتل رین اف سی                       | ورزشگاه مموریال (سیاتل)              | ایالت واشینگتن                       | ۲۰۰۹                                 | ۲۰۱۳                                 |
| بوستون بریکرز                        | ورزشگاه هاروارد                      | ماساچوست                             | ۲۰۰۱                                 | ۲۰۱۳                                 |
| اف سی کانزاس سیتی                    | مجموعه ورزشی پارک اسووپ              | میزوری                               | ۲۰۰۱                                 | ۲۰۱۳                                 |
| شیکاگو رد استارز                     | ورزشگاه دانشگاه بندیکت               | ایلینوی                              | ۲۰۰۹                                 | ۲۰۱۳                                 |
| اسکای بلو اف سی                      | یورکک فیلد                           | نیوجرسی                              | ۲۰۰۸                                 | ۲۰۱۳                                 |
| وسترن نیویورک فلش                    | ورزشگاه ساهلنس                       | نیویورک                              | ۲۰۰۸                                 | ۲۰۱۳                                 |
| واشینگتن اسپیریت                     | ورزشگاه مریلند ساکرپلکس              | واشینگتن دی.سی.                      | ۲۰۰۸                                 | ۲۰۱۳                                 |
| پورتلند تورنز                        | ورزشگاه جلد-ون فیلد                  | اوریگن                               | ۲۰۰۸                                 | ۲۰۱۳                                 |
| هیوستون دش                           | ورزشگاه بی‌بی‌وی‌ای کامپس               | تگزاس                                | ۲۰۱۳                                 | ۲۰۱۴                                 |

## قهرمانان
| فصل  | قهرمان دوره حذفی    | قهرمان فصل        |
| ---- | ------------------- | ----------------- |
| ۲۰۱۳ | پورتلند تورنز اف سی | وسترن نیویورک فلش |
| ۲۰۱۴ | اف سی کانزاس سیتی   | سیاتل رین اف سی   |